# 姜昂
姜昂（1447年—？），字恒頫，直隸蘇州府太倉州人，民籍。明朝政治人物。進士出身。

## 生平
舉成化七年辛卯科應天府鄉試第二十八名。成化八年（1472年）壬辰科进士，授枣强知县。擔任御史。因彈劾方士李孜省，被廷杖於午门外。不久以亲老，乞改南京河南道御史，出理福建戎籍，不久出京擔任河南知府。改知宁波，“中官以市舶至，怙势张甚，公与之抗，其人反愧服焉。”，擢福建左参政。居官清廉，“家居室不蔽风雨”，喝麦粥，时号“姜麦粥”。

## 家族
曾祖父姜子源。祖父姜箎。父亲姜敏。母曹氏。
有子姜龍，正德三年進士。

## 延伸阅读
[在维基数据编辑]
 《國朝獻徵錄·卷之九十》，出自焦竑《國朝獻徵錄》
 《明史卷一百六十五》，出自《明史》
 在维基共享资源阅览影像